# 1903 في الأرجنتين
فيما يلي قوائم الأحداث التي وقعت خلال عام 1903 في الأرجنتين.

## رياضة
- 1 يناير – دوري الدرجة الأولى الأرجنتيني 1903 الفائز Alumni Athletic Club [الإنجليزية]‏.

## مواليد

### يناير
- 1 يناير – ألدو بيليجريني
- 1 يناير – ألفرد دوغان مؤرخ بريطاني.
- 1 يناير – روبرتو بلانكو ممثل أرجنتيني.
- 1 يناير – لويس إزيتا لاعب كرة قدم أرجنتيني.

### فبراير
- 15 فبراير – رامون خوسيه كاستيلانو كهنوت أرجنتيني.

### مارس
- 13 مارس – نيكولاس لومباردو مدرب، ولاعب كرة قدم أرجنتيني.

### مايو
- 21 مايو – بيدرو أوخينيو أرامبورو سياسي أرجنتيني.
- 24 مايو – فيرناندو باتيرنوستر لاعب كرة قدم أرجنتيني.

### يونيو
- 1 يونيو – نيني مارشال

### يوليو
- 20 يوليو – ليوبولدو ليديسما رياضي أرجنتيني.
- 28 يوليو – سيلفينا أوكامبو كاتبة أرجنتينية.

### أغسطس
- 31 أغسطس – فيسنتي باربييري كاتب أرجنتيني.

## وفيات

### يوليو
- 16 يوليو – أنخيل ديلا فالي (مواليد 1855) رسام أرجنتيني.

### أغسطس
- 30 أغسطس – فيسنتي فيدل لوبيز (مواليد 1815) سياسي أرجنتيني.